# Stafetløb
Et stafetløb er en konkurrence, hvor flere hold-deltagere afløser hinanden for at levere en samlet præstation. Stafet findes i både atletik, svømning, orienteringsløb, etc.
I atletik er 4 x 100 meter og 4 x 400 meter to af de klassiske distancer. De 4 deltagende per hold er altså spredt med enten 100 eller 400 meters mellemrum, og det gælder så om for holdet, at bringe en stafet (også kaldet en depeche) fra start til slut. Den første deltager starter med depechen, og skal så give den videre til den 2. løber og så fremdeles.

## Stafetløb i orienteringssport
Stafetløb i orienteringsløb består et hold af 3-4 personer. Starten på stafetten er samlet, hvilket vil sige, at alle førstetursløbere starter samtidig. Når løberen på den første tur kommer i mål giver han et nyt kort videre til personen, der skal løbe 2. tur. Når sidsteturen kommer ind til mål løber han/hun direkte i mål. I stafetløb er der gaflinger på banerne. Gaflinger betyder at alle løbere ikke har de samme poster. Dette system er udviklet for at løberne ikke skal følge efter hinanden.